# Gonfaus (Lluçà)
Gonfaus és un mas a mig km a l'est de Santa Eulàlia de Puig-oriol (Lluçanès) catalogat a l'Inventari del Patrimoni Arquitectònic de Catalunya. Mas d'origen més antic que començà a prosperar al segle xv. En el capbreu de l'any 1434 se cita Gonfaus en la llista de béns del monestir de Lluçà com a pertanyent a la batllia de Santa Eulàlia de Puig-oriol. Una concòrdia entre Francesc Gonfaus i Miquel d'Agulló, perpetu de Lluçà, sobre els aliments del monestir l'any 1574 es significativa de la importància que va adquirir aquesta família.
Arquitectònicament es tracta d'un gran casal fet als quatre vents amb cantoneres de pedra treballada. S'hi accedeix per un portal adovellat. Al davant hi ha una lliça que conserva encara l'era de batre. A la part de darrere hi ha un petit porxo on hi ha una cisterna, és la part més moderna de l'edifici (1710). D'altres edificis remarcables del conjunt són la cabana feta al 1707 i una masoveria datada al 1612.